# San Antonio de la Laguna
San Antonio de la Laguna är en ort i Mexiko, tillhörande kommunen Donato Guerra i sydvästra delen av delstaten Mexiko. Orten hade 1 436 invånare vid folkräkningen år 2010.